# Неправдиві свідчення (фільм, 1919)
Неправдиві свідчення (англ. False Evidence) — американська драма режисера Едвіна Керева 1919 року. Фільм був першою екранізацією одного з романів Мері Вілкінс Фрімен.

## У ролях
- Віола Дена — Меделін МакТевіш
- Вілер Окман — Барр Гордон
- Джо Кінг — Лот Гордон
- Едвард Коннеллі — Сенді МакТевіш
- Пет О'Меллі — Річард МакТевіш
- Пеггі Пірс — Дороті Фейр
- Вірджинія Росс — Саманта Браун